# Ferdinand Prénom
Ferdinand Prénom (Parigi, 11 gennaio 1991) è un cestista francese.

## Carriera
Milita dal 2008 nel Digione in Pro A, fatta eccezione per una parentesi in prestito all'Olympique d'Antibes in Pro B. Nel suo palmarès figurano l'oro ai FIBA EuroBasket Under-20 2010 e l'argento ai FIBA EuroBasket Under-20 2011.